# FC Martigues
Football Club de Martigues, cunoscut sub numele de FC Martigues sau doar Martigues, este un club de fotbal profesionist francez care joacă în Ligue 2.
Clubul joacă pe Stade Francis Turcan, care are o capacitate de 11.500, din Martigues. Principalii lor rivali sunt FC Istres.